# Hellen Onsando Obiri
Helen Onsando Obiri, född 13 december 1989 i Kisii, är en kenyansk friidrottare som tävlar i medeldistanslöpning, långdistanslöpning och maratonlöpning samt terränglöpning.

## Karriär
Obiri tog silver på 5 000 meter vid olympiska sommarspelen 2020 i Tokyo.
I juli 2022 vid VM i Eugene tog Obiri silver på 10 000 meter efter ett lopp på personbästat 30 minuter och 10,02 sekunder.
År 2023 vann hon både Boston Marathon och New York City Marathon.
Hon blev världsmästare i terränglöpning vid världsmästerskapen 2019 i Danmark. 
Vid OS 2024 tog hon brons på maraton.